# Låsbu
Låsbu est une île norvégienne du comté de Hordaland appartenant administrativement à Kjerrgarden.

## Description
Rocheuse et couverte d'une légère végétation, elle s'étend sur environ 82 m de longueur pour une largeur approximative de 55 m.